# Jos Joosten
Josef Hermann Theodor (Jos) Joosten (Rotterdam, 15 november 1964) is sinds 1 februari 2006 hoogleraar Nederlandse letterkunde aan de Radboud Universiteit Nijmegen.
Joosten studeerde in 1989 af op de Vlaamse communistische dichter Mark Braet, en zijn scriptie verscheen bewerkt als: Dichter op een hogere uitkijk. Over het poëtisch oeuvre van Mark Braet in 1990. In 1994 was hij mederedacteur van de afscheidsbundel van hoogleraar Kees Fens, en in 1997 van een jubileumbundel voor zijn promotor Bert Vanheste. Van 1997 tot 2007 was hij poëzierecensent van de Vlaamse krant de Standaard. Hij maakt deel uit van de kernredactie van Dietsche Warande en Belfort en was eerder redacteur van onder meer Parmentier.
In 1996 promoveerde Joosten bij de Nijmeegse hoogleraar Kees Fens en de aan de Nijmeegse universiteit verbonden Vlaamse literatuursocioloog Bert Vanheste op Feit en tussenkomst, een studie naar het Vlaamse avant-gardetijdschrift Tijd en Mens, dat tussen 1949 en 1955 bestond. Samen met Marc Beerens richtte hij in 1996 Uitgeverij Vantilt op, in eerste instantie om zijn proefschrift te kunnen uitgeven. Joosten heeft maar kort deel uitgemaakt van de uitgeverij. 
Van 2010 tot en met 2019 was Jos Joosten voorzitter van Numaga, vereniging tot beoefening van de Geschiedenis van Nijmegen en Omgeving.

## Publicaties
Joosten publiceerde verder verschillende boeken, studies en essaybundels, waaronder:
- Betrokken buitenstaander. Opstellen voor Kees Fens ter gelegenheid van zijn afscheid als hoogleraar moderne Nederlandse letterkunde aan de Katholieke Universiteit Nijmegen (1994)
- Tom Lanoye. De ontoereikendheid van het abstracte (1996)
- Postmoderne poëzie in Nederland en Vlaanderen (samen met Thomas Vaessens) (2002)
- Onttachtiging. Essays over eigentijdse poëzie en poëziekritiek (2003)

- Alleenspraak. Opstellen (2003)
- Misbaar: hoe literatuur literatuur wordt (2008)
- Staande receptie: over literatuur, kritiek en literatuurwetenschap (2012)
- De verdeelde mens. Jan Walravens [1920-1965] schrijver, ijkpunt en avant-gardist (2018).
- Hoera! Een boek. Over Nederlands en Nederlandse letterkunde nu (2023)